# Stephan Endlicher
Stephan Ladislaus Endlicher (24. června 1804, Bratislava – 28. března 1849, Vídeň, Rakousko) byl německý a rakouský botanik, ředitel botanické zahrady ve Vídni.

Zabýval se i medicínou, historií, orientalistikou a filologií (sinolog, japanolog). V roce 1847 prosadil s Josephem von Hammer-Purgstall založení Císařské Akademie věd (později Österreichische Akademie der Wissenschaften, OAW). Jako první popsal stromy rodu Sequioa a dal jim pravděpodobně jméno podle čerokézkého indiána a vynálezce písma tohoto kmene, Sequoyah. 
 V roce 1932 po něm byla pojmenována ulice ve vídeňském obvodu Favoriten (Endlichergasse ), jeho jméno nese také rod Endlicheria z čeledi vavřínovitých.

## Dílo (výběr)
- Genera plantarum secundum Ordines Naturales Disposita
- Synopsis Coniferarum
- Anfangsgründe der chinesischen Grammatik (dva svazky)